# Wölfershausen (Grabfeld)
Wölfershausen ist ein Ortsteil der Gemeinde Grabfeld im Landkreis Schmalkalden-Meiningen in Thüringen mit 175 weiblichen und 182 männlichen Einwohnern (Stand vom 31. Dezember 2017).

## Geografie
Wölfershausen liegt in einer hügeligen Waldlandschaft 10 km südlich der Kreisstadt Meiningen auf einer Höhe über NN von 334 m (Ortsmitte) am Bach Bibra.
Der östlich gelegene Hausberg „Ahlberg“ hat eine Höhe von 496 m über NN.
Markante Landschaften mit dem Thüringer Wald im Norden, dem Kleinen Thüringer Wald im Nordosten, dem Grabfeld im Süden und der Rhön im Westen geben der Landschaft um den Ort ihr Gepräge.
Wölfershausen liegt als Ortsteil am nördlichen Rand der Gemeinde Grabfeld. An den Ort grenzen die Gemeinden Ritschenhausen im Norden und Neubrunn im Osten.

## Ortsteilbürgermeister
Der ehrenamtliche Ortsteilbürgermeister Michael Röhner (Wählervereinigung Wölfershausen) wurde am 26. Mai 2024 mit 89,1 % der Stimmen (171 Stimmen) gewählt.

## Geschichte
Der Ort wurde als „Uulfricheshus“ 825 erstmals urkundlich erwähnt. Wölfershausen wurde in einem Steuerverzeichnis der Grafschaft Henneberg-Schleusingen von 1481 zum Amt Maßfeld gezählt.
Wölfershausen war 1600–1666 von Hexenverfolgungen betroffen: Zehn Personen gerieten in Hexenprozesse, mindestens neun Frauen wurden hingerichtet. Erstes Opfer 1600 war Anna Breuning, genannt Hoffmann.
Im Dreißigjährigen Krieg wurde Wölfershausen stark zerstört, die Gebäude abgebrannt, Mensch und Tier getötet oder vertrieben. Ein Teil der Kirche stammt aus der Zeit um 1530, der Wiederaufbau erfolgte um 1750. Sie ist denkmalgeschützt und besitzt eine Barockorgel.
Die Dorfgaststätte „Zur Henne“ erhielt ihre Schankberechtigung bereits im Jahre 1674 durch Ernst den Frommen, Herzog von Sachsen-Gotha.
Kirche, Gemeindehaus, Gasthaus, Backhaus, der „Wegweiser“, die Brücken und die typischen hennebergisch-fränkischen Fachwerkhäuser bestimmen das Bild des Dorfes.
Es wird noch überwiegend in hennebergisch-fränkischer Mundart gesprochen.
Am 1. Januar 2019 trat Wölfershausen freiwillig als Ortsteil der Gemeinde Grabfeld bei.

## Einwohnerentwicklung
| - 1992 – ??? - 1993 – ??? - 1994 – 409 - 1995 – 415 - 1996 – 417 - 1997 – 425 - 1998 – 420 - 1999 – 418 | - 2000 – 415 - 2001 – 421 - 2002 – 410 - 2003 – 430 - 2004 – 411 - 2005 – 390 - 2006 – 382 - 2007 – 377 | - 2008 – 379 - 2009 – 375 - 2010 – 383 - 2011 – 366 - 2012 – 362 - 2013 – 343 - 2014 – 350 - 2015 – 352 | - 2016 – 352 - 2017 – 357 |

## Verkehr
Wölfershausen hat einen Haltepunkt an der Bahnstrecke Schweinfurt–Meiningen. Durch den Ort führt die Landesstraße 2627, die von Ritschenhausen aus kommend, weiter nach Rentwertshausen führt. Wenige hundert Meter östlich des Ortes verläuft die A 71. Die nächstgelegenen Anschlussstellen sind die AS 22 „Meiningen-Süd“ (ca. 7 km nordöstlich) und die AS 23 „Rentwertshausen“ (ca. 5 km südöstlich).

## Persönlichkeiten
- Caspar Laurentius Hornschuch (1610–1676), Kapitänleutnant
- Marlene Magnus (* 1936), Malerin und Grafikerin, lebt und arbeitet seit 1985 im Ort

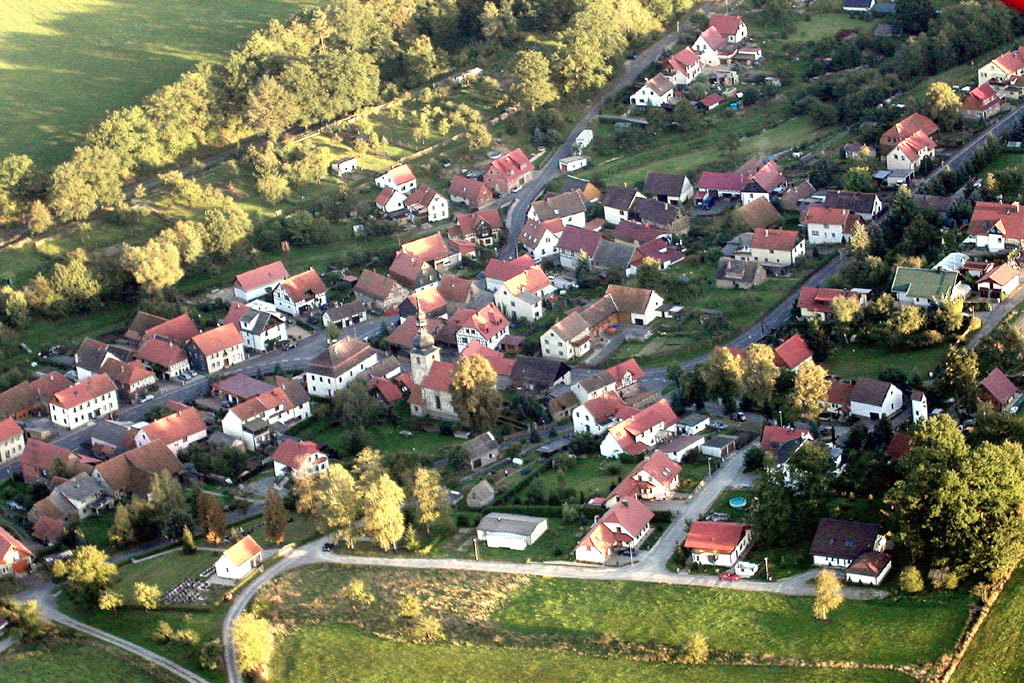
Luftaufnahme des Ortes, Blickrichtung Südost
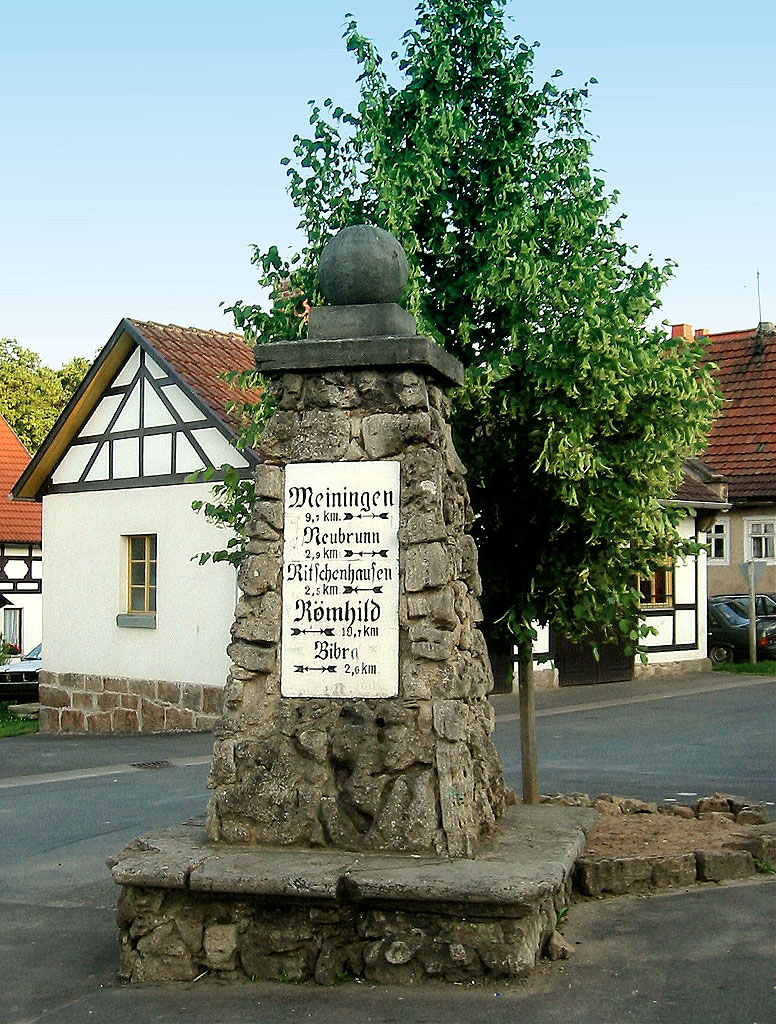
Am Wegweiser, dahinter das Backhaus
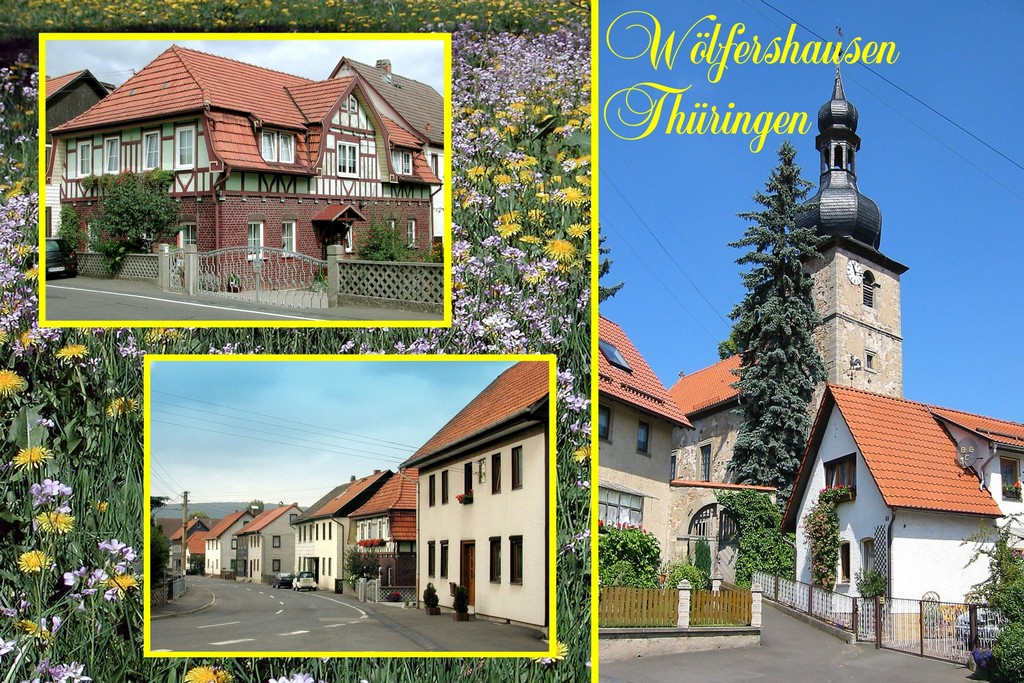
Kirche & typische Ansichten
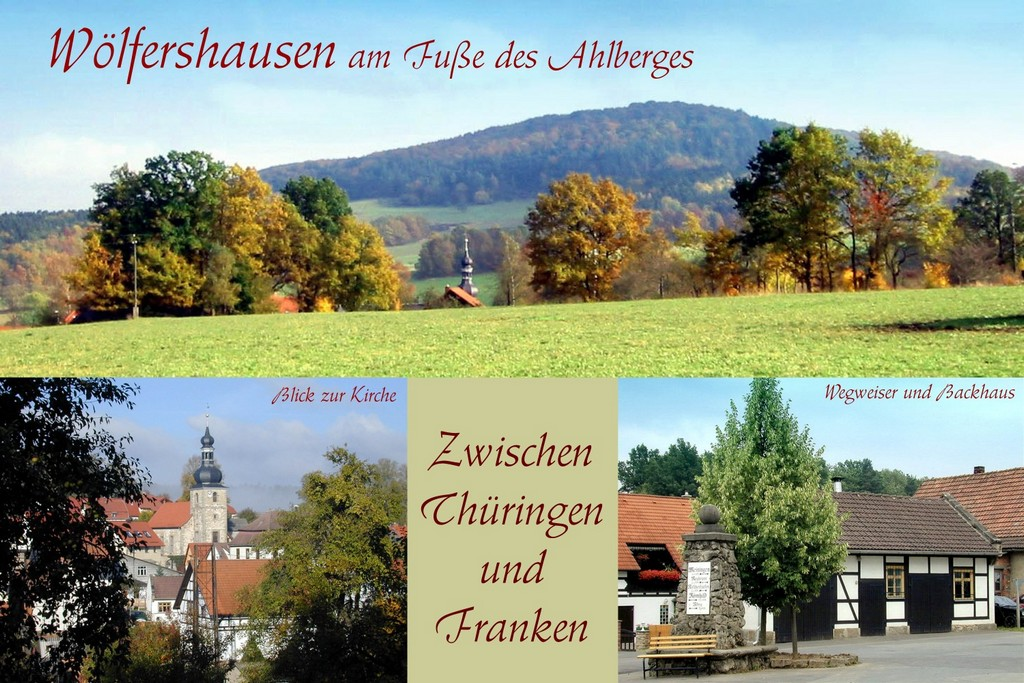
Am Fuße des Ahlberges